# Ruda (obwód brzeski)
Ruda (biał. Руда; ros. Руда) – wieś na Białorusi, w obwodzie brzeskim, w rejonie iwacewickim, w sielsowiecie Podstarzynie, nad Hrywdą.
Dawniej wieś i majątek ziemski. W dwudziestoleciu międzywojennym leżała w Polsce, w województwie poleskim, w powiecie kosowskim/iwacewickim, w gminie Borki-Hiczyce/Iwacewicze. Po II wojnie światowej w granicach Związku Sowieckiego. Od 1991 w niepodległej Białorusi.